# Lenguas del bajo Cross
Las lenguas del bajo río Cross o obolo-ibibioides, forman una rama de las lenguas del río Cross habladas en el estado nigeriano de Rivers.

## Clasificación
Estas lenguas constan de un grupo de lenguas estechamente emparentadas con el ibibio-efil con casi cuatro millones de hablantes, más una lengua divergente llamada obolo o andoni con 200 mil hablantes:
- Obolo
- Ibibioide: Ibibio, Efik, Ibino (Ibeno), Oro (Oron), Okobo, Iko, Ebughu, Ilue, Enwang-Uda, Usaghade

Forde y Jones (1950) consideran al ibino y al oro como parte del ibibio-efik.

## Comparación léxica
Los numerales para diferentes lenguas del alto río Cross son:
| GLOSA | Ebughu    | Efai     | Ibibio-Efik | Ibibio-Efik | Ibibio-Efik | Usaghade | Obolo     | PROTO- Baj. CROSS |
| GLOSA | Ebughu    | Efai     | Anaang      | Efik        | Ibibio      | Usaghade | Obolo     | PROTO- Baj. CROSS |
| ----- | --------- | -------- | ----------- | ----------- | ----------- | -------- | --------- | ----------------- |
| '1'   | sɪ̀ŋ       | sɪ̀ŋ      | kèːd        | kíét        | kèːd        | ʧɛ̀n      | gê        | *cèːdĩ            |
| '2'   | ìbà       | ìbà      | ìbà         | íbá         | ìbà         | m̀bà      | íbà       | *ì-bà             |
| '3'   | ìtɛ́       | ìtɛ́      | ìtá         | ítá         | ìtá         | ǹtá      | ítá       | *ì-tá             |
| '4'   | ìnìàŋ     | ìnìàŋ    | ìnàaŋ       | ínáŋ        | ìnàŋ        | ǹnìɔ̀ŋ    | ínî       | *ì-nìàŋ           |
| '5'   | ìtîŋ      | ìtîŋ     | ìtièn       | ítíón       | ìtíòn       | ǹʧôn     | gò        | *ì-tíòn           |
| '6'   | ìtíŋízìŋ  | ìtíɡɛ̀sìŋ | ìtiêkeèd    | ítíókíét    | ìtíòkèːd    | ǹʧéːkɛ̀n  | ɡʷèrèɡʷèn | *ì-tíò(n)-cèːn    |
| '7'   | ìtíŋábà   | ìtáŋìbà  | ìtiâbà      | ítíábá      | ìtíàbà      | ǹʧám̀bà   | ʤàːbà     | *ì-tíò(n)-bà      |
| '8'   | ìdɪ́ńátɛ́   | ìtɔ́ŋ ìtɛ́ | ìtíâita     | ítíáitá     | ìtià-ìtá    | ǹʧáńtá   | ʤèːtá     | *ì-tíò(n)tá       |
| '9'   | ìtíŋáníàŋ | ùsúksìŋ  | ùsʉ́k-kèed   | úsúk-kíét   | ùsúkèːd     | ǹʧáǹnìàŋ | ónáːnɡê   | *5+4 *10-1        |
| '10'  | lùɡò      | dùɡù     | dùòb        | dúóp        | dùòp        | nùòp     | àkɔ̀p̚      | *-ɗuob            |